# Onychogalea lunata
O Wallaby-rabo-de-prego-crescente (Onychogalea lunata) foi uma espécie de wallaby que viveu na Austrália. Foi o menor wallaby-rabo-de-prego conhecido, do tamanho de uma lebre.
Assim como outros wallabys, era relativamente frequente no continente até a chegada dos europeus. Com a introdução na fauna local da raposa sofreu com a predação, sendo declarada a espécie extinta em 1956.